# Casarão da Praça Ferro de Engomar
O Palacete Victor Maria da Silva, também conhecido como Casarão da Praça Ferro de Engomar, é um edifício histórico do período da Belle Époque brasileira em Belém, Pará, e serviu como residência do engenheiro Victor Maria da Silva, primeiro diretor do Theatro da Paz. Seu tombamento foi solicitado há vários anos, mas ainda não se concretizou.

## Histórico
Localizado na esquina da rua Presidente Pernambuco com Arcipreste Manoel Teodoro, praça Coaracy Nunes, entre os bairros de Campina e Batista Campos, o Palacete Victor Maria da Silva leva o nome do seu primeiro proprietário, que foi secretário de obras no governo de Augusto Montenegro e participou de obras importantes entre o final do século XIX e o início do século XX, como as reformas do Palácio Lauro Sodré e do Theatro da Paz.
O casarão em estilo art nouveau continha oito painéis de azulejaria francesa importados da fábrica A. Arnoux e Boulanger & Cie, lustres, gradis, vitrais e azulejos, patrimônio histórico que foi sendo dilapidado por roubo e vandalismo ao longo de vários anos de abandono, mesmo o prédio tendo sido vendido em 2011 para o Grupo Esplanada. Apelos da sociedade civil para que o poder público cobrasse providências para a conservação do prédio ainda não surtiram efeito.
Em 2013, a Procuradoria Ambiental e Minerária do Estado do Pará entrou com uma ação penal pública contra o proprietário do casarão, por danos morais coletivos, para garantir a preservação do imóvel. Mesmo tendo sido deferido o pedido de liminar, o prazo para cumprimento das exigências expirou após um ano e o proprietário descumpriu a ordem judicial de garantir segurança ao patrimônio e recuperar as peças depredadas que estava sendo feito com o apoio do Laboratório de Conservação, Restauração e Reabilitação (Lacore) da Universidade Federal do Pará.
Há ainda uma proposta de entrega do palacete ao poder público, como pagamento de dívidas fiscais do proprietário. Em dezembro de 2021, a proposta estava sendo avaliada pela Secretaria de Cultura do Estado do Pará.

## Associação Fotoativa
No início da década de 1980, o entorno da praça Coaracy Nunes abrigou o bar "3x4" e viu surgir a Associação Fotoativa.